# High Flying Bird
High Flying Bird è un film del 2019 diretto da Steven Soderbergh.

## Trama
Ray Burke lavora per un'agenzia sportiva di New York che si trova nel mezzo di una serrata. Dopo che la sua carta di credito è stata rifiutata in un ristorante, il suo capo David Starr gli dice che la società sta perdendo clienti, e che potrebbe essere licenziato insieme ad altri dipendenti. Questo costringe Ray a cercare un piano per salvare la compagnia dal blocco e dare al suo cliente, Erick Scott, nuove opportunità. Recluta SAM, il suo ex assistente, per aiutarlo.
Il giorno successivo, Ray visita Emera, la madre di Jamero Umber, appena assunta, con un'offerta. Lei rifiuta e ribadisce di essere l'unico agente e avvocato di cui suo figlio avrà mai bisogno. L'ex moglie di Ray, Myra, gli dice che la società è in serrata e dovrà rinegoziare nuovi termini con agenti e giocatori. Tuttavia, dovranno attendere più di un mese per stabilirsi, poiché i proprietari del team sono a un punto morto con le reti TV per milioni di dollari. Ray le chiede di annullare l'affare, convinto che i giocatori non verranno pagati bene durante il lockout, che potrebbe durare fino a sei mesi. Nel frattempo, i futuri compagni di squadra Erick Scott e Jamero Umber hanno una discussione su Twitter, ampiamente pubblicizzata dai media.
Ray si reca al Back Court Day, un evento annuale in un centro comunitario con un campo di basket nel quale si incontrano bambini locali e atleti famosi. Mentre Erick firma autografi e risponde alle domande, Jamero arriva con sua madre al seguito. Erick e Jamero si confrontano sulla loro discussione su Twitter; le tensioni aumentano mentre si scambiano insulti. Finiscono per giocare una partita di basket uno contro uno, che viene registrata dai bambini sui loro telefoni. Un video viene pubblicato sui social media e diventa virale, raccogliendo milioni di visualizzazioni. Ray ha l'idea di riprodurre le partite su servizi di streaming e siti di social media come Snapchat, YouTube e Netflix, consentendo così ai giocatori di fare soldi durante il blocco. Erick non è convinto, ma accetta.
Il giorno successivo Sam incontra Ray per discutere le loro carriere in futuro. Sam dice a Ray che Erick potrebbe licenziarlo. Erick licenzia Ray per avergli mentito sul fatto che era tutto per soldi. Tuttavia, il piano di Ray ha successo e i giocatori che hanno firmato con la società sono rimasti in contratto, il che significa che Erick non è mai stato in pericolo e potrà giocare in campionato una volta terminato il blocco. Ray rivela a Starr che l'intero piano per portare i giocatori su piattaforme pay-per-view e streaming era uno stratagemma per forzare la fine del blocco. Sam va quindi a lavorare per l'associazione dei giocatori, mentre lei ed Erick iniziano una relazione.

## Produzione
Le riprese, effettuate interamente con un iPhone 8 come per il precedente film di Soderbergh Unsane, sono iniziate nel febbraio 2018 a New York e sono terminate il 15 marzo.
Del cast fanno parte, nel ruolo di loro stessi, anche i cestisti Reggie Jackson, Karl-Anthony Towns e Donovan Mitchell.
Il budget del film è stato di 2 milioni di dollari.

## Promozione
Il primo trailer del film viene diffuso il 17 gennaio 2019.

## Distribuzione
La pellicola è stata presentata in anteprima al Slamdance Film Festival il 27 gennaio 2019 e distribuita in tutto il mondo su Netflix a partire dall'8 febbraio dello stesso anno.

## Riconoscimenti
- 2019 - Gotham Independent Film Awards[8]
  - Candidatura per il miglior attore a André Holland
  - Candidatura per la miglior sceneggiatura a Tarell Alvin McCraney
- 2019 - Slamdance Film Festival[7]
  - Founders Award a Steven Soderbergh
- 2020 - Independent Spirit Awards[9]
  - Candidatura per la miglior sceneggiatura a Tarell Alvin McCraney